# Pyrgomantis rhodesica
Pyrgomantis rhodesica är en bönsyrseart som beskrevs av Giglio-tos 1917. Pyrgomantis rhodesica ingår i släktet Pyrgomantis och familjen Tarachodidae. Inga underarter finns listade i Catalogue of Life.